# Prínia frontvermella
La prínia frontvermella o prínia de front vermell (Prinia rufifrons), és una espècie d'ocell passeriforme del gènere prinia que pertany a la família Cisticolidae. Es troba al Txad, Djibouti, Eritrea, Etiòpia, Kenya, Somàlia, Sudan, Tanzània i Uganda.

## Hàbitat
El seu hàbitat natural és la sabana seca.

## Taxonomia
Va ser descrita pel naturalista alemany Eduard Rüppell l'any 1840 amb el nom binomial Prinia rufifrons. La localitat tipus és Eritrea (la regió costanera d'Abissínia). L'epítet específic rufifrons prové del llatí rufus per "vermell" i frons per "front" o "front".

## Subespècies
Es reconeixen tres subespècies:
- P. r. rufifrons (Rüppell, 1840) - Txad al nord-oest de Somàlia
- P. r. smithi (Sharpe, 1895): sud-est del Sudan fins al centre de Somàlia i el nord de Tanzània
- P. r. rufidorsalis (Sharpe, 1897) - sud-est de Kenya

Molts taxònoms situen aquesta espècie en el gènere Prinia més que en el seu propi gènere monotípic Urorhipis. El suport per a aquesta assignació alternativa l'ofereix un estudi filogenètic molecular dels Cisticolidae publicat el 2013 que va trobar que la prínia frontvermella estava estretament relacionada amb les prínies.